# Lucie Awards
Ocenění Lucie je každoroční událost věnovaná úspěchům ve fotografování, kterou založil v roce 2003 Hossein Farmani.
Lucie Awards je každoroční slavnostní ceremoniál představený Nadací Lucie ( 501 (c) 3 nezisková charitativní organizace ), která oceňuje fotografy za jejich úspěchy. Lucie spojuje fotografy z celého světa a vzdává hold svým kolegům. Poradní výbor každoročně nominuje jednotlivce za jejich fotografické příspěvky v různých kategoriích a nominace jsou oznámeny měsíc dopředu.
Kromě oceňování fotografů přinášejí Lucie Awards také finalisty a vítěze soutěže ročníku Mezinárodní fotografické ceny (Lucie Foundation's sister-effort), představující více než 22 500 dolarů v peněžních cenách a čtyři různé tituly: Mezinárodní fotograf roku (profesionální fotograf), Objev roku (udělený neprofesionálovi), The Deeper Perspective Photographer of the Year (udělený profesionálnímu nebo neprofesionálnímu fotografovi) a Moving Image Photographer of the Year (profesionál nebo neprofesionál).
Ocenění Lucie také představuje fotografy v šesti různých kategoriích, označené jako Support Category Awards. Tyto kategorie uznávají ty, které jsou nedílnou součástí tvorby obrazu. Jsou to: Vydavatel knihy roku, Tisková reklamní kampaň roku, Módní návrhář roku, Obrazový editor roku, Kurátor / výstava roku a Fotografický časopis roku.
Během ocenění Lucie se v New Yorku konají výstavy a umělecké rozhovory, včetně každoročních mezinárodních ocenění „Best of Show“, která uvádí 45 vítězných snímků z každé soutěže kalendářního roku vybraných pokaždé jiným kurátorem. 

## Historie
Ve svém inauguračním roce 2003 se ceremonie konala v Los Angeles, a pak se přestěhovala do New Yorku, kde se konala v American Airlines Theatre Lincoln Center  a Carnegie Hall.

## Výherci

### 2003
- Henri Cartier-Bresson – 2003 za celoživotní úspěch
- Robert Evans – 2003 Visionary Award (vizionář)
- Phil Borges – 2003 Humanitární cena
- Ruth Bernhard – 2003 za úspěch ve výtvarném umění
- William Claxton – 2003 za úspěch v hudební fotografii
- Mary Ellen Mark – 2003 za úspěch v dokumentární fotografii.[10]
- Steve McCurry – 2003 za úspěch ve fotožurnalismu
- Douglas Kirkland – 2003 za úspěch v zábavě
- Melvin Sokolsky – 2003 za úspěch v módní fotografii
- Tim Street-Porter – 2003 za úspěch ve fotografii architektury
- Phil Stern – 2003 za úspěch ve fotografii filmu
- Annie Leibovitz – 2003 Women in Photography Award (presented by Women in Photography International)
- Gene Trindl – 2003 za úspěch v portrétu
- R. J. Muna – 2003 za úspěch v reklamě

### 2004
- Gordon Parks – 2004 za celoživotní úspěch
- Sebastiao Salgado – 2004 Humanitární cena
- Cornell Capa – 2004 Visionary Award (vizionář)
- Arthur Leipzig – 2004 za úspěch ve výtvarném umění
- James Nachtwey – 2004 za úspěch ve fotožurnalismu
- Sylvia Plachy – 2004 Women in Photography Award (presented by Women In Photography International)
- Julius Shulman – 2004 za úspěch ve fotografii architektury
- Jim Marshall – 2004 za úspěch v hudební fotografii
- Bruce Davidson – 2004 za úspěch v dokumentární fotografii
- Bert Stern – 2004 za úspěch v zábavě
- Lillian Bassmanová – 2004 za úspěch v módní fotografii
- Arnold Newman – 2004 za úspěch v portrétu
- Jay Maisel – 2004 za úspěch v reklamě
- Walter Iooss – 2004 za úspěch ve sportovní fotografii
- Bob Willoughby – 2004 za úspěch ve fotografii filmu

### 2005
- William Klein – 2005 za celoživotní úspěch
- Harry Benson – 2005 za úspěch v portrétu
- Larry Clark – 2005 za úspěch v dokumentární fotografii
- Lucien Clergue – 2005 za úspěch ve výtvarném umění
- Hiro – 2005 za úspěch v reklamě
- Antonín Kratochvíl – 2005 za úspěch ve fotožurnalismu
- Peter Lindbergh – 2005 za úspěch v módní fotografii
- Ozzie Sweet – 2005 za úspěch ve sportovní fotografii
- Zana Briski – 2005 Humanitární cena

### 2006
- David Bailey – 2006 za úspěch v módní fotografii
- Eikoh Hosoe – 2006 Visionary Award (vizionář)
- Neil Leifer – 2006 za úspěch ve sportovní fotografii
- Roger Mayne – 2006 za úspěch v dokumentární fotografii
- Duane Michals – 2006 za úspěch v portrétu
- Sarah Moon – 2006 za úspěch ve výtvarném umění
- Marc Riboud – 2006 za úspěch ve fotožurnalismu
- Willy Ronis – 2006 za celoživotní úspěch
- Albert Watson – 2006 za úspěch v reklamě

### 2007
- Elliott Erwitt – 2007 za celoživotní úspěch
- Ralph Gibson – 2007 za úspěch ve výtvarném umění
- Philip Jones Griffiths – 2007 za úspěch ve fotožurnalismu
- Kenro Izu – 2007 Visionary Award (vizionář)
- Heinz Kluetmeier – 2007 za úspěch ve sportovní fotografii
- Eugene Richards – 2007 za úspěch v dokumentární fotografii
- Lord Snowdon – 2007 za úspěch v portrétu
- Deborah Turbeville – 2007 za úspěch v módní fotografii
- Howard Zieff – 2007 za úspěch v reklamě
- Magnum Photos (established 1957) – 2007 cena Spotlight Award

### 2008
- Gianni Berengo Gardin – 2008 za celoživotní úspěch
- Richard Misrach – 2008 za úspěch ve výtvarném umění
- Susan Meiselas – 2008 za úspěch ve fotožurnalismu
- Sara Terry and The Aftermath Project – 2008 Humanitární cena
- John Iacono – 2008 za úspěch ve sportovní fotografii
- Josef Koudelka – 2008 za úspěch v dokumentární fotografii
- Herman Leonard – 2008 za úspěch v portrétu
- Patrick Demarchelier – 2008 za úspěch v módní fotografii
- Erwin Olaf – 2008 za úspěch v reklamě
- Visa pour l'image (established 1988) – 2008 cena Spotlight Award

### 2009
- Gilles Peress – 2009 za úspěch ve fotožurnalismu
- Marvin Newman – 2009 za úspěch ve sportovní fotografii
- Ara Guler – 2009 za celoživotní úspěch
- Jean-Paul Goude – 2009 za úspěch v módní fotografii
- Mark Seliger – 2009 za úspěch v portrétu
- Reza – 2009 za úspěch v dokumentární fotografii
- W. Eugene Smith Memorial Fund (zal. 1979) – 2009 cena Spotlight Award

### 2010
- Tina Barneyová – 2010 za úspěch v portrétu
- Howard Bingham – 2010 za úspěch ve fotožurnalismu
- James Drake – 2010 za úspěch ve sportovní fotografii
- David Goldblatt – 2010 za celoživotní úspěch
- Graciela Iturbide – 2010 za úspěch ve výtvarném umění
- Michael Nyman – 2010 Ocenění dvojitá expozice
- Lee Tanner – 2010 za úspěch v dokumentární fotografii
- The Eddie Adams Workshop – 2010 Visionary Award (vizionář)
- Center for Photography at Woodstock – 2010 cena Spotlight Award

### 2011
- Dawoud Bey – 2011 za úspěch v portrétu
- Bill Eppridge – 2011 za úspěch ve fotožurnalismu
- Rich Clarkson – 2011 za úspěch ve sportovní fotografii
- Nobujoši Araki – 2011 za úspěch ve výtvarném umění
- Eli Reed – 2011 za úspěch v dokumentární fotografii
- Nancy McGirr – 2011 Humanitární cena
- The International Center of Photography – 2011 cena Spotlight Award

### 2012
- Greg Gorman – 2012 za úspěch v portrétu
- David Burnett – 2012 za úspěch ve fotožurnalismu
- John Biever – 2012 za úspěch ve sportovní fotografii
- Joel Meyerowitz – 2012 za celoživotní úspěch
- Tod Papageorge – 2012 za úspěch v dokumentární fotografii
- Arthur Tress – 2012 za úspěch ve výtvarném umění
- Jessica Lange – 2012 Double Exposure Award
- Brigitte Lacombe – 2012 Achievement in Travel and Portraiture

### 2013
- Li Zhensheng – 2013 za úspěch v dokumentární fotografii
- Victor Skrebneski – 2013 za úspěch v módní fotografii
- John H. White – 2013 za úspěch ve fotožurnalismu
- Lisa Kristine – 2013 Humanitární cena
- Benedikt Taschen – 2013 Visionary Award (vizionář)
- Harper's Bazaar (for article of Hendrik Kerstens's fashion photographs) – 2013 Fashion Layout of the Year [11]

### 2014
- Carrie Mae Weems – 2014 za úspěch ve výtvarném umění
- Martin Parr – 2014 za úspěch v dokumentární fotografii
- Jane Bown – 2014 za celoživotní úspěch
- Nick Ut – 2014 za úspěch ve fotožurnalismu
- Nan Goldin – 2014 za úspěch v portrétu
- Pedro Meyer – 2014 Visionary Award (vizionář)

### 2015
- George Tice – 2015 za celoživotní úspěch[12]
- Danny Lyon – 2015 za úspěch v dokumentární fotografii
- Stephanie Sinclair – 2015 Humanitární cena
- Jerry Uelsmann – 2015 za úspěch ve výtvarném umění[13][14]
- David Hume Kennerly – 2015 za úspěch ve fotožurnalismu[15]
- Roxanne Lowitová – 2015 za úspěch v módní fotografii
- Henry Diltz – 2015 za úspěch v hudební fotografii
- Barton Silverman – 2015 za úspěch ve sportovní fotografii[16]

### 2016
- Anthony Hernandez – 2016 za úspěch ve výtvarném umění
- Cuneko Sasamoto – 2016 za celoživotní úspěch
- Don McCullin – 2016 za úspěch ve fotožurnalismu
- Rosalind Fox Solomonová – 2016 za úspěch v portrétu
- Graham Nash – 2016 Double Exposure Award
- Nathan Lyons – 2016 Visionary Award (vizionář)
- Simon Bruty – 2016 za úspěch ve sportovní fotografii
- Musée de l'Élysée – 2016 cena Spotlight Award

### 2017
- Art Shay – za celoživotní úspěch
- Larry Fink – za úspěch v dokumentární fotografii
- Josephine Herrick Project – Humanitární cena
- Abelardo Morell – za úspěch ve výtvarném umění
- Steve Schapiro – za úspěch ve fotožurnalismu
- Dominique Issermann – za úspěch v módní fotografii
- Judith Joy Ross – za úspěch v portrétu

### 2018
- Lee Friedlander – za celoživotní úspěch
- Jane Evelyn Atwood – za úspěch v dokumentární fotografii
- Shahidul Alam – Humanitární cena
- Raghu Rai – za úspěch ve fotožurnalismu
- Gian Paolo Barbieri – za úspěch v módní fotografii
- Joyce Tenneson – za úspěch v portrétu
- Camera Club of the Philippines – cena Spotlight Award
- Co Rentmeester za úspěch ve sportovní fotografii
- John Moore – Inaugural Impact Award
- Mohammad Rakibul Hasan – Objev roku

### 2019
- Jay Maisel – za celoživotní úspěch
- Stephen Shore – za úspěch ve výtvarné fotografii[17]
- Edward Burtynsky – za úspěch v dokumentární fotografii
- Zanele Muholiová – Humanitní cena[18]
- Maggie Steber – za úspěch ve fotožurnalismu
- Ellen von Unwerth – za úspěch v módě
- Annie Leibovitz – za úspěch v portrétu
- Rencontres d'Arles – cena Spotlight Award
- Al Bello – za úspěch ve sportovní fotografii
- Tyler Hicks – cena Impact Award

### 2020
- Peter Magubane – Lifetime Achievement
- Paul Caponigro – Achievement in Fine Arts
- David Hurn – Achievement in Documentary
- Joel Sartore – Humanitarian Award
- Jean-Pierre Laffont – Achievement in Photojournalism
- Pamela Hanson – Achievement in Fashion
- Lynn Goldsmith – Achievement in Portraiture
- Steven Sasson – Spotlight Award
- Bob Martin – Achievement in Sports

### 2021
- Paul Ratje z agentury Agence France Presse za virální snímek amerického pohraničního policisty, který se pokouší znehybnit haitského migranta v Del Rio v Texasu[19]

### 2022
Podle zdroje:
- Robert Adams – Lifetime Achievement
- Sally Mann – Achievement in Fine Arts
- Lynn Johnson – Achievement in Documentary
- Ami Vitale – Humanitarian Award
- Michelle V. Agins – Achievement in Photojournalism
- Manuel Outumuro – Achievement in Fashion
- Kwame Brathwaite – Achievement in Portraiture
- Tony Duffy – Achievement in Sports
- Koto Bolofo – Achievement in Advertising
- Candida Höferová – Achievement in Architecture
- Baxter St at the Camera Club of New York – Spotlight / Visionary Award

### 2023
- Raymond Depardon – Lifetime Achievement
- Jo Ann Callis – Achievement in Fine Arts
- Jamel Shabazz – Achievement in Documentary
- Paul Nicklen a Cristina Mittermeier – Humanitarian Award
- Carol Guzy – Achievement in Photojournalism
- Ming Smith – Achievement in Portraiture
- Donald Miralle – Achievement in Sports
- Firooz Zahedi – Achievement in Entertainment
- Antwaun Sargent – Spotlight/Visionary Award